# Campeonato de Primera División 1963 (Argentina)
El Campeonato de Primera División 1963 fue la trigésima tercera temporada y el trigésimo quinto torneo de la era profesional de la Primera División de Argentina, y el único organizado por la Asociación del Fútbol Argentino en esa temporada. Se inició el 28 de abril y finalizó el 24 de noviembre, habiéndose disputado en dos ruedas de todos contra todos. 
Fue uno de los dos, junto con el Campeonato de Primera División de 1934, con menor cantidad de equipos, y el más corto de toda la historia del profesionalismo, con solo 26 fechas disputadas.
El campeón fue el Club Atlético Independiente, consagrándose con un abultado y polémico triunfo en la última fecha frente al Club Atlético San Lorenzo de Almagro, por 9 a 1. Con ello, fue el representante de Argentina en la Copa de Campeones de América 1964, que obtendría por primera vez.
Inicialmente se había producido el descenso a la Primera B del Club Estudiantes de La Plata, último en la tabla de promedios; sin embargo, previo al inicio del siguiente campeonato, el descenso fue suprimido, por lo que mantuvo la categoría. Por primera vez, dichos promedios se calcularon según el coeficiente de puntos ganados sobre partidos jugados, a diferencia del método anterior, que dividía el puntaje obtenido por el número de temporadas jugadas.

## Ascensos y descensos
| Pos | Equipo ascendido |
| --- | ---------------- |
| 1.º | Banfield         |

| Prom | Equipos descendidos en la temporada 1962 |
| ---- | ---------------------------------------- |
| 14.º | Ferro Carril Oeste                       |
| 15.º | Quilmes                                  |

De esta forma, el número de participantes disminuyó a 14.

## Equipos participantes
| Equipo             | Ciudad       |
| ------------------ | ------------ |
| Argentinos Juniors | Buenos Aires |
| Atlanta            | Buenos Aires |
| Banfield           | Banfield     |
| Boca Juniors       | Buenos Aires |
| Chacarita Juniors  | Villa Maipú  |
| Estudiantes        | La Plata     |
| Gimnasia y Esgrima | La Plata     |
| Huracán            | Buenos Aires |
| Independiente      | Avellaneda   |
| Racing Club        | Avellaneda   |
| River Plate        | Buenos Aires |
| Rosario Central    | Rosario      |
| San Lorenzo        | Buenos Aires |
| Vélez Sarsfield    | Buenos Aires |

### Distribución geográfica de los equipos
| Región                 | Cant. | Equipos |
| ---------------------- | ----- | --- |
| Ciudad de Buenos Aires | 8     | Argentinos Juniors, Atlanta, Boca Juniors, Chacarita Juniors, Huracán, River Plate, San Lorenzo y Vélez Sarsfield |
| Conurbano bonaerense   | 3     | Banfield, Independiente y Racing Club                                                                             |
| Ciudad de La Plata     | 2     | Estudiantes y Gimnasia y Esgrima                                                                                  |
| Ciudad de Rosario      | 1     | Rosario Central                                                                                                   |

## Tabla de posiciones final
| Pos. | Equipo                  | Pts. | PJ | PG | PE | PP | GF | GC | Dif. |
| ---- | ----------------------- | ---- | -- | -- | -- | -- | -- | -- | ---- |
| 1.º  | Independiente           | 37   | 26 | 14 | 9  | 3  | 53 | 25 | 28   |
| 2.º  | River Plate             | 35   | 26 | 13 | 9  | 4  | 48 | 23 | 25   |
| 3.º  | Racing Club             | 30   | 26 | 11 | 8  | 7  | 43 | 32 | 11   |
| 4.º  | Boca Juniors            | 30   | 26 | 12 | 6  | 8  | 30 | 29 | 1    |
| 5.º  | Atlanta                 | 28   | 26 | 12 | 4  | 10 | 35 | 37 | −2   |
| 6.º  | Huracán                 | 27   | 26 | 8  | 11 | 7  | 36 | 31 | 5    |
| 7.º  | Banfield                | 25   | 26 | 7  | 11 | 8  | 36 | 27 | 9    |
| 8.º  | San Lorenzo             | 25   | 26 | 9  | 7  | 10 | 37 | 46 | −9   |
| 9.º  | Estudiantes (LP)        | 24   | 26 | 9  | 6  | 11 | 37 | 43 | −6   |
| 10.º | Rosario Central         | 22   | 26 | 6  | 10 | 10 | 34 | 43 | −9   |
| 11.º | Argentinos Juniors      | 22   | 26 | 5  | 12 | 9  | 28 | 43 | −15  |
| 12.º | Gimnasia y Esgrima (LP) | 21   | 26 | 7  | 7  | 12 | 33 | 41 | −8   |
| 13.º | Vélez Sarsfield         | 20   | 26 | 5  | 10 | 11 | 32 | 44 | −12  |
| 14.º | Chacarita Juniors       | 18   | 26 | 4  | 10 | 12 | 25 | 43 | −18  |

|  | Campeón. Clasificado a la Copa Libertadores 1964 |

## Tabla de descenso
| Pos  | Equipo                  | 1961 | 1962 | 1963 | Total | PJ | Promedio |
| ---- | ----------------------- | ---- | ---- | ---- | ----- | -- | -------- |
| 1.º  | River Plate             | 38   | 41   | 35   | 114   | 84 | 1,36     |
| 2.º  | Boca Juniors            | 35   | 43   | 30   | 108   | 84 | 1,29     |
| 3.º  | Independiente           | 33   | 35   | 37   | 105   | 84 | 1,25     |
| 4.º  | Racing Club             | 47   | 26   | 30   | 103   | 84 | 1,23     |
| 5.º  | Atlanta                 | 37   | 28   | 28   | 93    | 84 | 1,11     |
| 6.º  | Gimnasia y Esgrima (LP) | 28   | 38   | 21   | 87    | 84 | 1,04     |
| 6.º  | San Lorenzo             | 40   | 22   | 25   | 87    | 84 | 1,04     |
| 8.º  | Banfield                | -    | -    | 25   | 25    | 26 | 0,96     |
| 9.º  | Huracán                 | 25   | 28   | 27   | 80    | 84 | 0,95     |
| 10.º | Chacarita Juniors       | 31   | 30   | 18   | 79    | 84 | 0,94     |
| 11.º | Rosario Central         | 23   | 30   | 22   | 75    | 84 | 0,89     |
| 12.º | Vélez Sarsfield         | 31   | 21   | 20   | 72    | 84 | 0,86     |
| 13.º | Argentinos Juniors      | 24   | 23   | 22   | 69    | 84 | 0,83     |
| 14.º | Estudiantes (LP)        | 22   | 20   | 24   | 66    | 84 | 0,79     |

## Descensos y ascensos
Al haberse anulado el descenso de Estudiantes de La Plata, con el ascenso de Ferro Carril Oeste y Newell's Old Boys, el número de equipos participantes del Campeonato de Primera División 1964 aumentó a 16.

## Goleadores
| Jugador              | Jugador           | Goles | Equipo           |
| -------------------- | ----------------- | ----- | ---------------- |
| Bandera de Argentina | Luis Artime       | 25    | River Plate      |
| Bandera de Argentina | Pedro Prospitti   | 17    | Estudiantes (LP) |
| Bandera de Argentina | Mario Rodríguez   | 16    | Independiente    |
| Bandera de Argentina | Julio San Lorenzo | 16    | Racing Club      |
| Bandera de Argentina | Ermindo Onega     | 13    | River Plate      |